# Alekseï Babechine
Alexey Babeshin est un joueur russe de volley-ball, né le 8 avril 1983 à Omsk. Il mesure 1,94 m et joue passeur.

## Clubs
| Club                | Pays   | De        | À         |
| ------------------- | ------ | --------- | --------- |
| Dynamo Moscou       | Russie | 2002-2003 | 2002-2003 |
| Luch Moscou         | Russie | 2003-2004 | 2003-2004 |
| Fakel Novy Ourengoï | Russie | 2004-2005 | 2004-2005 |
| Lokomotiv Izumrud   | Russie | 2005-2006 | 2006-2007 |
| Lokomotiv Izumrud   | Russie | 2007-2008 | 2008-2009 |
| Lokomotiv Izumrud   | Russie | 2009-2010 | 2009-2010 |
| Dynamo Kazan        | Russie | 2010-2011 |           |